# Djénéba N'Diaye
Djénéba N'Diaye (Bamako, 8 luglio 1997) è una cestista maliana.

## Carriera
Con il Mali ha disputato i Campionati mondiali del 2022 e tre edizioni dei Campionati africani (2015, 2019, 2021).